# Anna Dandolo

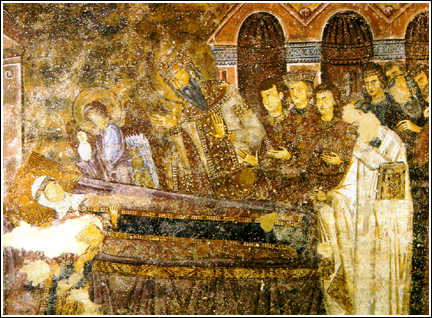
Königin Anna auf dem Sterbebett. Fresko im Kloster Sopoćani.

Anna Dandolo (serb.: Ана Дандоло; ital.: Anna Dandola; † ca. 1265 im Alter von etwa 60 Jahren) war durch ihre Ehe mit Stefan Nemanjić eine Königin der Serben im 13. Jahrhundert.
Anna war eine gebürtige Venezianerin aus der Familie Dandolo. Ihr Vater war der 1208 im Kampf gegen Genua gefallene Ranieri Dandolo und ihr Großvater war der berühmte Doge Enrico Dandolo. Um das Jahr 1216/1217 heiratete sie den Großžupan der Serben von Raszien, Stefan Nemanjić, als dessen dritte Ehefrau. Diese Ehe markierte für den serbischen Herrscher eine Hinwendung zur römisch-lateinischen Welt, die durch die gleichzeitig erfolgte Krönung des Paares zu König und Königin durch einen päpstlichen Legaten untermauert wurde. Später ließ sich Stefan Nemanjić allerdings nach griechisch-orthodoxem Ritus ein zweites Mal krönen.
Aus der Ehe ging mindestens ein Sohn hervor, Stefan Uroš I. der von 1243 bis 1276 als König herrschte. Möglicherweise waren aber auch die älteren Königssöhne Predislav (Erzbischof Sava II.) und Stefan Vladislav († 1267) Kinder von Anna.
Ihr Sohn Stefan Uroš I. stiftete ihr zu Ehren nach ihrem Tode das Kloster Sopoćani, und ein noch heute erhaltenes Wandgemälde zeigt ihre Entschlafung, eine der frühesten Koimesis-Darstellungen in der byzantinischen Kunst, die nicht der „Mutter Gottes“ Maria gewidmet ist.